# عربان (صومعه‌سرا)
عربان ، یکی از محله های قدیمی و لوکس نشین شهر صومعه سرا در استان گیلان، ایران است.
این محله که از قدیم الایام محل سکونت خانان و اربابان بود به همین دلیل عربان نام گرفت .یعنی محل اربابان ،
شروع شهر صومعه سرا اعم از شهرداری ،مدرسه و اولین ادارات از این محله شکل گرفت 
اما به دلیل اختلافات سیاسی و سودجویی اقتصادی سمت شهرسازی و اهمیت آن به نقاط دیگر کشیده شده